# Phạm Trưởng
Phạm Trưởng (sinh ngày 28 tháng 1 năm 1985 tại Bình Định) là một ca sĩ, nhạc sĩ Việt Nam và là cựu thành viên của nhóm nhạc Vboys. Anh hát với thể loại nhạc Pop-ballad, R&B nổi tiếng với ca khúc do chính anh sáng tác như: Đàn ông là thế, Xin lỗi anh đã sai, Hai ba năm, Trang giấy trắng.

## Sự nghiệp
Phạm Trưởng sinh tại tỉnh Bình Định, là con út trong gia đình 3 anh chị em. Ngay sau khi tốt nghiệp cấp 3, anh vào Thành phố Hồ Chí Minh sống và lập nghiệp. Thời gian đầu anh học thanh nhạc, học sáng tác và làm việc ở phòng thu, thi thoảng đi hát ở vài địa điểm nhỏ.
Bắt đầu sự nghiệp tại Thành phố Hồ Chí Minh. Anh được biết đến khi là thành viên và cũng là nhạc sĩ sáng tác các ca khúc chính cho nhóm Vboys. Từ năm 2006 đến 2008 là giai đoạn thành công của nhóm Vboys với ca khúc Đàn Ông Là Thế. Sau khi nhóm Vboys tan rã, Phạm Trưởng bắt đầu sự nghiệp solo và được chú ý hơn sau các ca khúc cũng do chính anh sáng tác như "Yêu không dám nói", "Em vô tình hay cố ý", "Trang giấy trắng", "Hai ba năm".

## Album đã phát hành
| STT | Năm phát hành | Tên Album, đĩa đơn đã phát hành |
| --- | ------------- | --- |
| 1   |               | Yêu không dám nói |
| 2   |               | Trang giấy trắng |
| 3   | 2011          | Lại một đêm (Vol 1) 1. Biết Anh Sai 2. Đôi Khi Muốn 3. Em Về Đâu 4. Hai Ba Năm 5. Không Được Khóc 6. Lại Một Đêm 7. Nắng Và Mưa 8. Trang Giấy Trắng (Remix) 9. Trang Giấy Trắng 10. Yêu Không Dám Nói |
| 4   | 2012          | Nợ (Vol 2) 1. Nợ 2. Vô Tâm Hay Vô Tình 3. Vội Vã 4. Chiếc Lá Khô 5. Ngày Ngày Tháng Tháng (ft Khánh Trung) 6. Mơ 7. Dấu Hiệu Tình Yêu 8. Đắng Môi 9. Níu Kéo (ft Khánh Phương) 10. Níu Kéo (Solo)     |
| 5   | 2012          | Phạm Trưởng - Dance 1. Liên khúc Đắng Môi 2. Nợ (New Version) 3. Trang Giấy Trắng Remix 4. Dấu Hiệu Tình Yêu Remix 5. Khi Cô Đơn Remix 6. Không Được Khóc Remix 7. Bất Lực                            |
| 6   | 2012          | Ngỡ như không 1. Ngỡ Như Không 2. Bất Lực 3. Màu Xanh 4. Yêu Và Hết Yêu 5. Lỡ Làng 6. Hết 7. Biết Bao Giờ                                                                                             |
| 7   | 2012          | Tình mẹ cho con 1. Lỡ Làng 2. Tình Mẹ Cho Con 3. Hết 4. Biết Bao Giờ 5. Cô Hàng Xóm 6. Em Thay Đổi 7. Noel Buồn 8. Màu Xanh 9. Yêu Và Hết Yêu                                                         |

## Sáng tác
- Anh làm em đau
- Anh nợ em
- Anh yêu em
- Biết anh sai
- Chia tay là giải thoát
- Chiếc áo cô đơn
- Chiếc lá khô
- Cho qua
- Có tất cả nhưng mất em
- Còn đây lời hứa
- Cô đơn ly cà phê
- Cuộc tình mới cho em vậy sao
- Dãi nắng dầm mưa
- Dệt mộng uyên ương
- Dối gian tình đầu
- Duyên và nợ
- Đàn bà cũ
- Đàn ông là thế
- Đau lắm
- Điều anh không muốn
- Đôi khi muốn
- Đừng hơn thua
- Em hay lắm
- Em thay đổi tình đổi thay
- Em theo người ta
- Em vô tình hay cố ý
- Em vui em cười
- Giải thoát cho nhau
- Hai ba năm
- Hết
- Hết đường
- Khi cô đơn
- Không có lần thứ ba
- Không được khóc
- Không liên quan
- Không ngăn được lý trí
- Không thể nói
- Không xứng đáng
- Lại một đêm
- Lỗi tại ai
- Lời nói dối không thật
- Mất rồi tiếc
- Màu xanh
- Mơ
- Nay em đã khác
- Ngày đó
- Ngày em đến
- Ngày ngày tháng tháng
- Ngược lối (OST Sống còn)
- Người anh em
- Người con gái
- Người đàn ông
- Nhạt phai
- Níu kéo
- Noel buồn
- Nợ
- Nước mắt
- Nước mắt trong mưa
- Sai lầm
- Sài Gòn đầy yêu thương
- Sao em không yêu như lời em hứa
- Số phận
- Sự thật
- Tập quên
- Tết đến rồi
- Thuyền không bến
- Thương lắm miền Trung
- Tiếc
- Tình là vậy sao
- Tình mẹ cho con
- Tối nay em không về
- Trang giấy trắng
- Trốn tìm tình yêu
- Vì sao anh tham lam
- Vô tâm hay vô tình
- Xa anh em sẽ tốt
- Xin lỗi anh đã sai (Đàn ông là thế 2)
- Yêu là giả say là thật
- Yêu là phải cưới
- Yêu phải nói
- Yêu không dám nói